# Darling Motors Company
Darling Motors Company war ein US-amerikanischer Hersteller von Automobilen.

## Unternehmensgeschichte
George W. Dillman, M. M. Dugan, J. D. Frock und weitere Personen gründeten Ende 1916 das Unternehmen in Dayton in Ohio. Konstrukteur war James Guthrie. Sie begannen 1917 mit der Produktion von Automobilen. Der Markenname lautete Darlling. Im gleichen Jahr endete die Produktion.
Es gab keine Verbindung zur Beardsley & Hubbs Manufacturing Company, die einige Jahre früher ebenfalls Fahrzeuge der Marke Darling herstellte.

## Fahrzeuge
Das einzige Modell war der Six. Er hatte einen Sechszylindermotor von der Continental Motors Company vom Typ Continental 7 N mit 4964 cm³ Hubraum. Das Fahrgestell hatte 330 cm Radstand. Der offene Tourenwagen bot Platz für fünf Personen. Der Neupreis betrug 1600 US-Dollar.